# بونس-تاسیلی
بونس-تاسیلی (به فرانسوی: Bons-Tassilly) یک کمون در فرانسه است که در canton of Falaise-Nord واقع شده‌است. بونس-تاسیلی ۹٫۳۸ کیلومتر مربع مساحت دارد ۱۵۰ متر بالاتر از سطح دریا واقع شده‌است.